# Lijsterbes-jeneverbesroest
De lijsterbes-jeneverbesroest (Gymnosporangium cornutum) is een schimmel behorend tot de familie Gymnosporangiaceae. Het is een heteroecische, biotrofe parasiet.

## Kenmerken
De symptomen van de infectie door de schimmel op jeneverbes zijn niet alleen feloranje telia (bij vochtig weer), maar ook een slechtere groei en soms zelfs strepen op de scheuten.
De levenscyclus vindt plaats op twee waardplanten. Spermogonia en aecia (haploïde stadia) ontwikkelen zich op de lijsterbes. De aecia worden gevormd aan de onderkant van het blad in galvormige zwellingen die opvallend en karakteristiek zijn. De telia worden op de jeneverbes gevormd.
De schimmel overwintert in de vorm van mycelium op jeneverbesscheuten. In het voorjaar ontwikkelen de telia zich uit het mycelium op jeneverbes en produceren teliosporen. In april-mei ontkiemen teliosporen en vormen basidia met basidiosporen die de lijsterbes infecteren. In de herfst infecteren door de wind verspreide aeciosporen de jeneverbessen en het volgende jaar ontwikkelen zich teliosporen daarin. Op jeneverbesscheuten kan het mycelium van lijsterbes-jeneverbesroest zich jarenlang ontwikkelen en elk jaar nieuwe generaties telia produceren. Ze infecteren lijsterbes in omstandigheden met een hoge luchtvochtigheid. Op lijsterbesbladeren ontwikkelen ze zich alleen van de lente tot de herfst, maar het volgende jaar kunnen de bladeren worden geïnfecteerd met een nieuwe generatie telia.
Telia
De telia zijn spoelvormige verdikkingen en komen in groepen voor op houtige takken van de jeneverbes. Bij nat weer hebben ze een oranje kleur en een gelei-achtige consistentie. Bij droog weer worden ze bruin en door waterverlies krimpen ze en worden broos en moeilijk te zien. Ze verschijnen afzonderlijk of in groepen. De tweecellige teliosporen zijn kastjebruin, fijnwrattig met 8-10 kiemporen en 20-29 × 18-25 μm groot met een 2 tot 2,5 μm dikke celwand. In de telia kunnen soms ook urediniosporen gevormd worden.
Spermogonia en aecia
De basidiosporen infecteren de lijsterbes. Op plaatsen waar de basidiosporen de lijsterbessenbladeren zijn binnengedrongen, worden op de bovenkant van de bladeren oranjerode vlekken met zwarte stippen gevormd - dit zijn spermogonia waarin spermatiën met receptieve hyfen worden gevormd. Na bevruchting van een receptieve hyfe van het spermogonium door een spermatium met een ander paringstype wordt in de vlekken aan de onderkant van de bladeren een aecium met haploïde-dikaryotische aeciosporen gevormd. De ontwikkeling van de aecia duurt ongeveer 4 maanden. Aanvankelijk hebben de aecia de vorm van gele zwellingen, daarna worden ze geleidelijk groter en donkerder, waardoor de kleur verandert in oker. Ze ontwikkelen vlekken van ongeveer 1 mm breed en 1 à 2 mm diep in het bladweefsel. Hun licht gebogen kegelvormige peridium (hoorn) steekt tot 10 mm boven de zwelling uit. Er zijn veel van dergelijke hoorns op één zwelling, meestal in een cirkel gerangschikt. Ze zijn leeg van binnen. Als ze volwassen zijn, barsten ze open en vormen ze een gekartelde buis waardoor de aeciosporen tevoorschijn komen. De aeciosporen zijn dikwandig, hebben een ronde of hoekige vorm en een grootte van 24-26 × 16-20 µm. De wand is tot 2,5 µm dik en bezet met fijne stekels.

## Verspreiding
De schimmel komt voor in Europa en Noord-Amerika. In Nederland komt het zeldzaam voor.

## Hyperparasitering
De lijsterbes-jeneverbesroest wordt gehyperparasiteerd door de schimmel Tuberculina persicina.

## Foto's

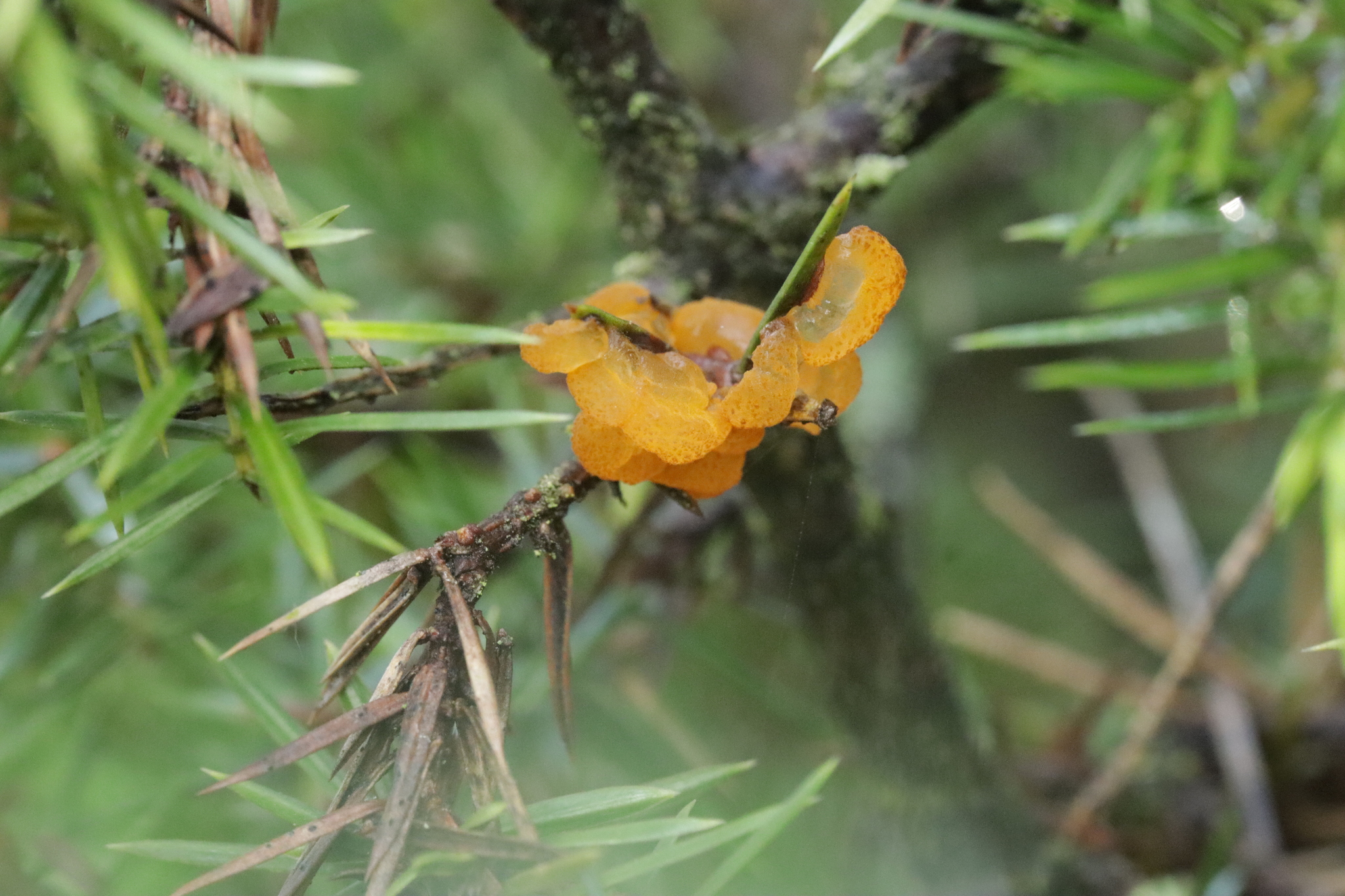
Telia op jeneverbes
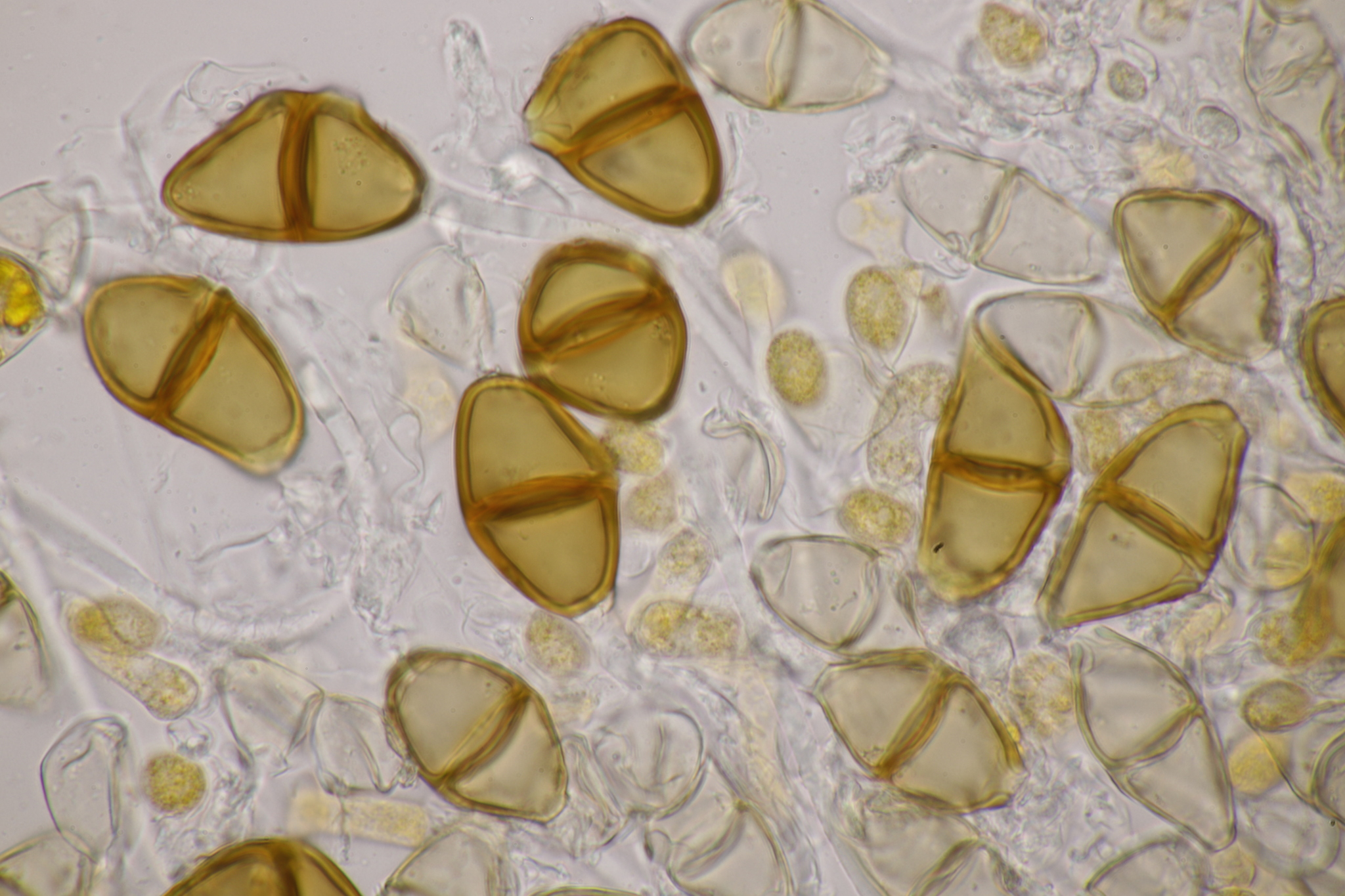
Teliosporen op jeneverbes
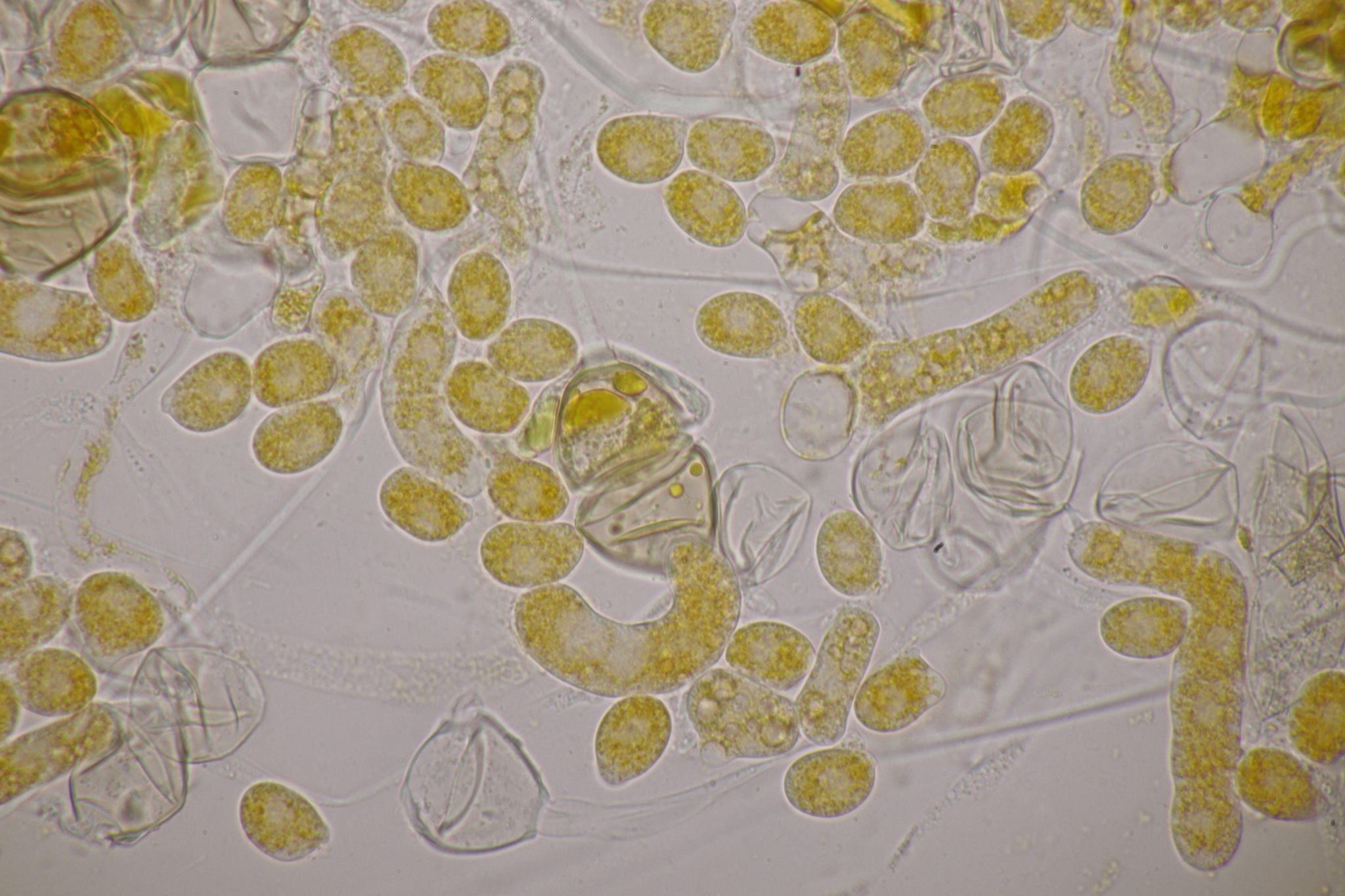
Urediniosporen in telia op jeneverbes
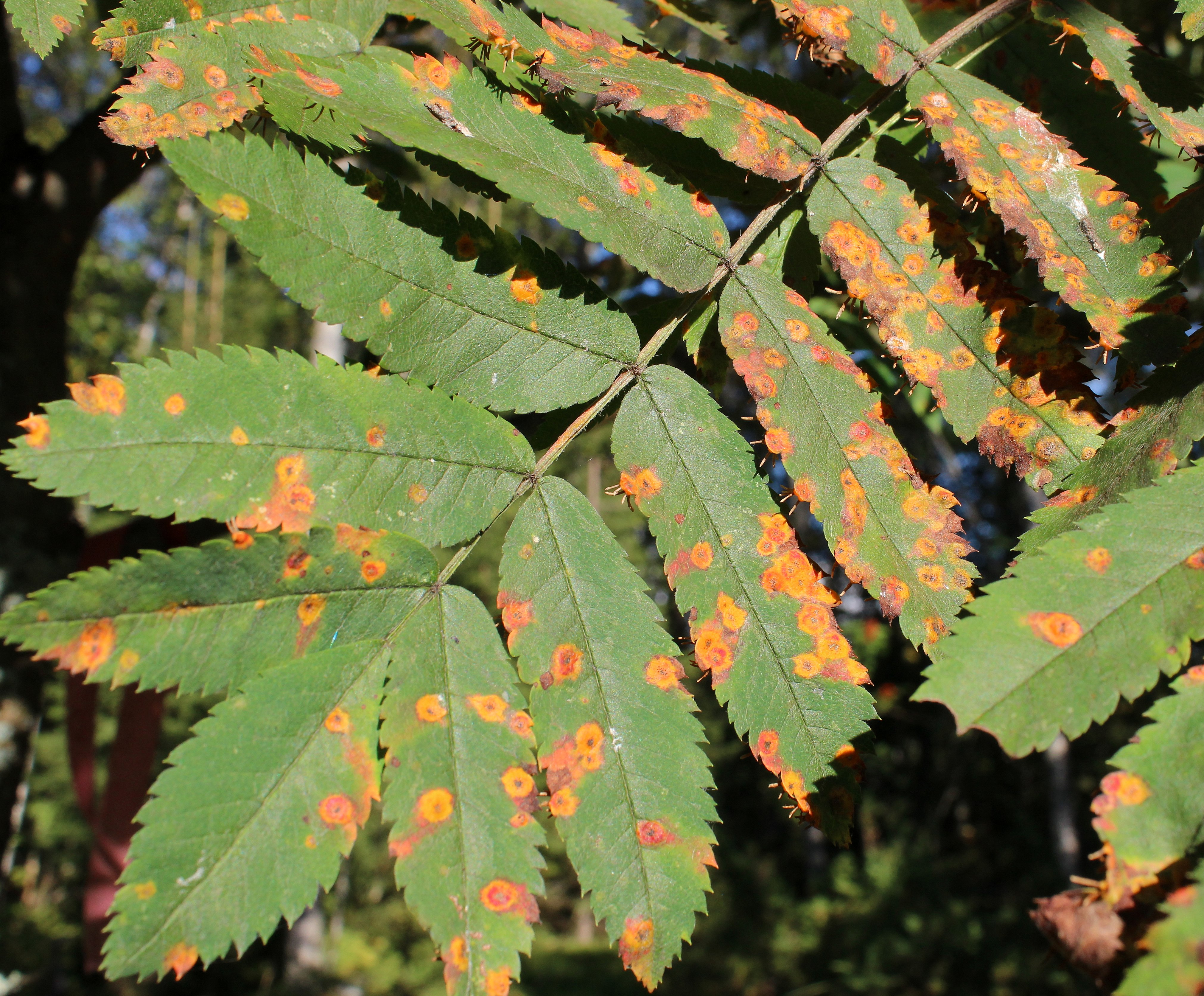
Bladeren van lijsterbes met op de bovenkant de spermogonia
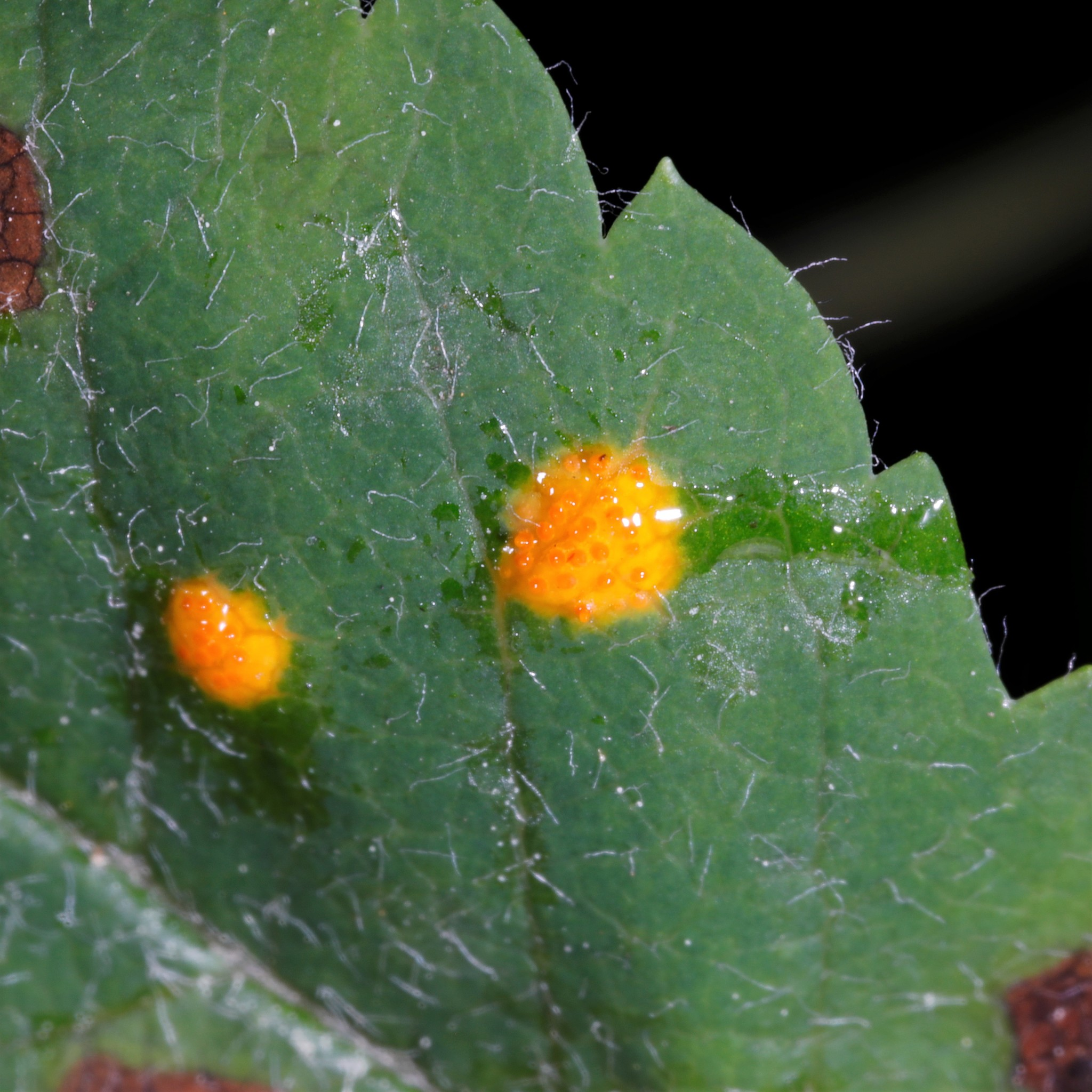
Spermogonia op wilde lijsterbes
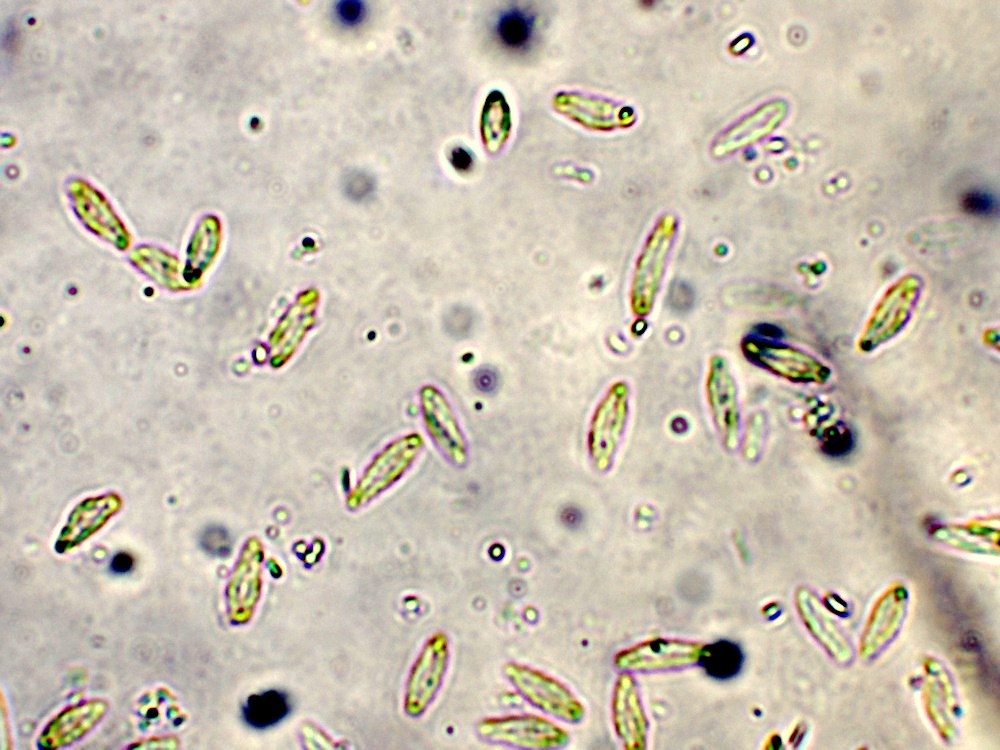
Spermatiën op wilde lijsterbes
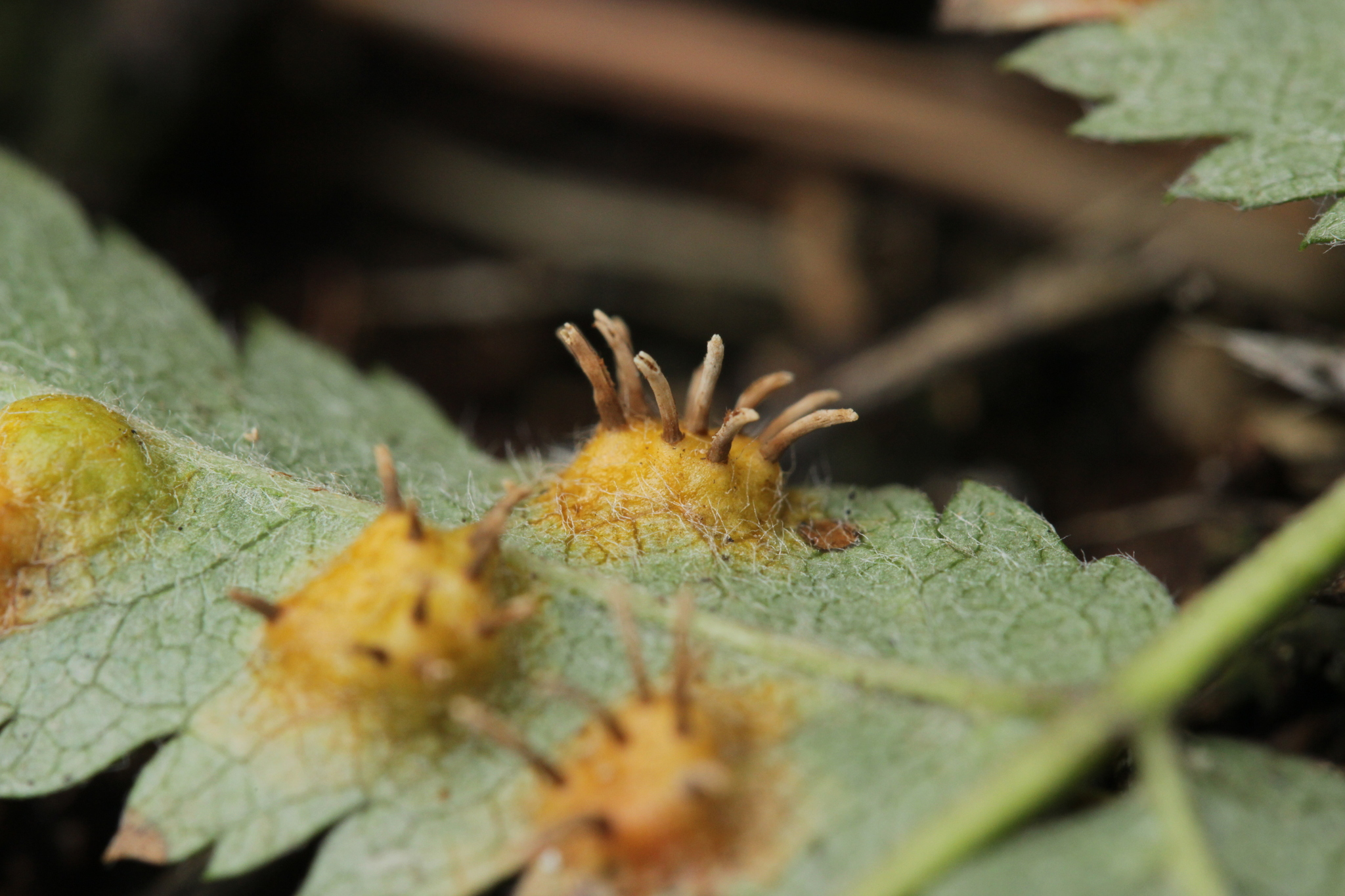
Aecia op de achterkant van het blad van wilde lijsterbes
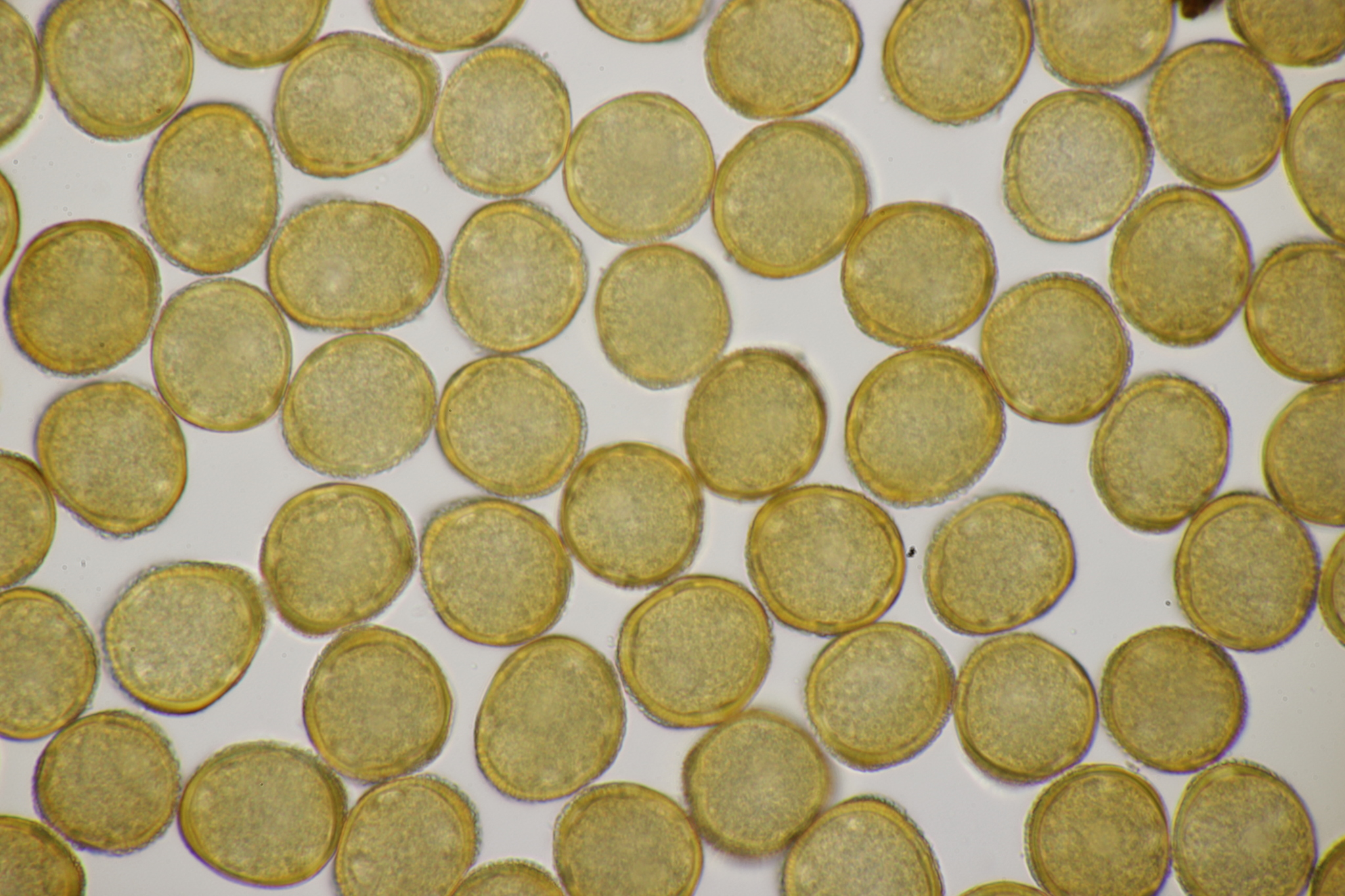
Aeciosporen
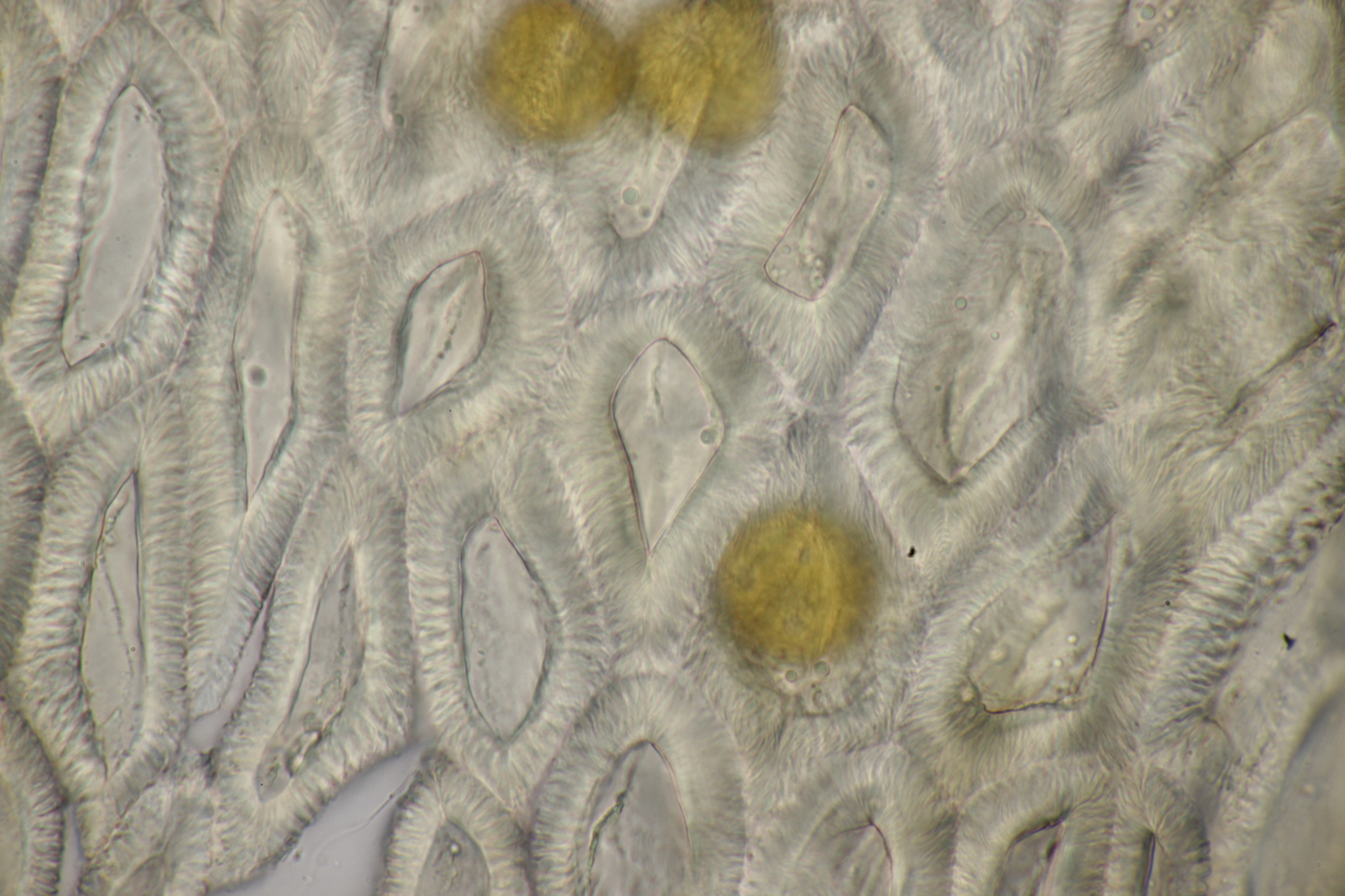
Peridiumcellen met enkele aeciosporen
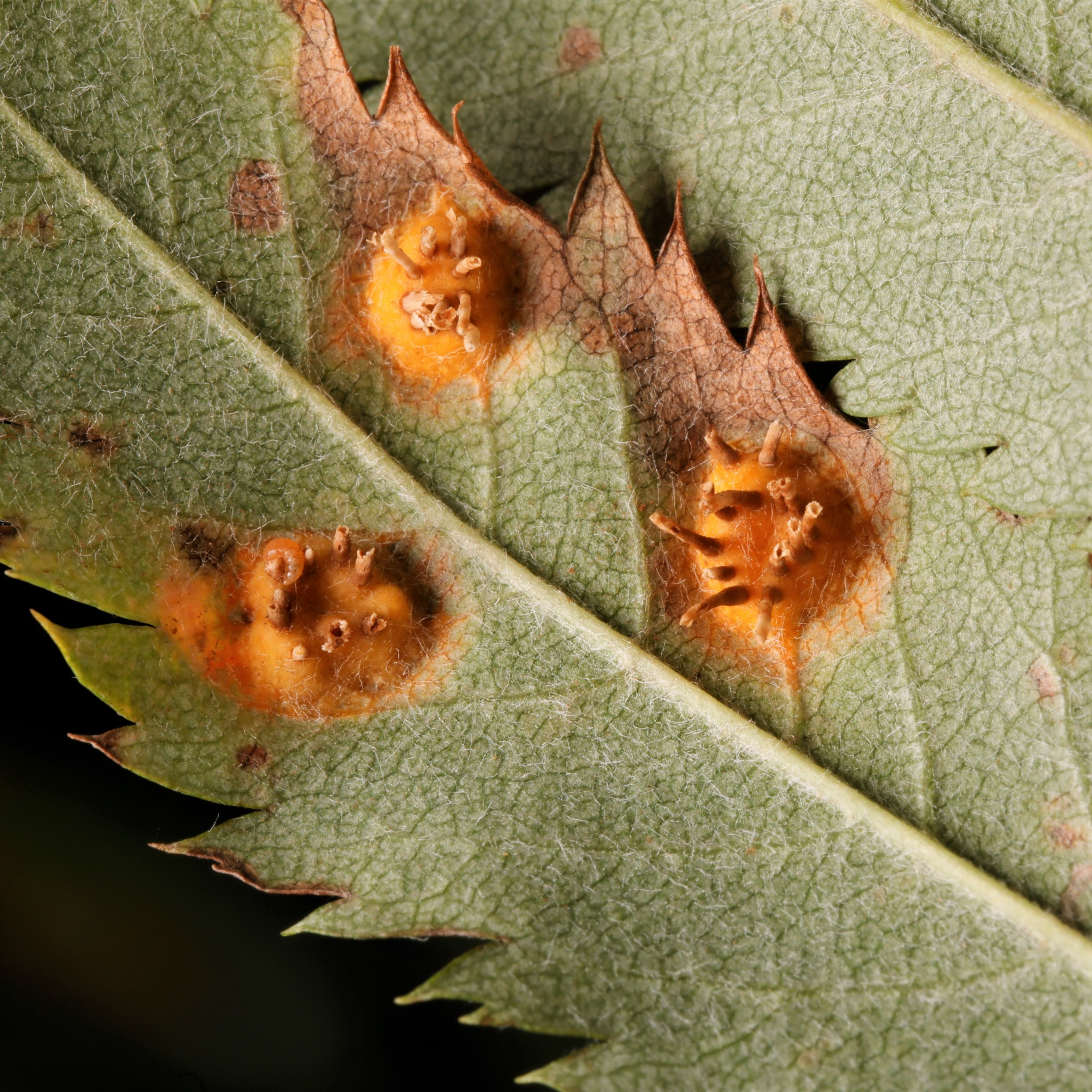
Aecium gehyperparasiteerd door een larve van een Mycodiplosis-mug (links)